# Duke Nalon
Duke Nalon, ameriški dirkač Formule 1, * 2. marec 1913, Chicago, Illinois, ZDA, † 26. februar 2001, ZDA.
Duke Nalon je pokojni ameriški dirkač, ki je med letoma 1951 in 1953 sodeloval na ameriški dirki Indianapolis 500, ki je med letoma 1950 in 1960 štela tudi za prvenstvo Formule 1. Najboljši rezultat je dosegel na dirki leta 1951, ko je štartal iz najboljšega štartnega položaja in zasedel deseto mesto. Umrl je leta 2001.